# Liste der denkmalgeschützten Objekte im Okres Bratislava II
Die Liste der denkmalgeschützten Objekte im Okres Bratislava II enthält die nach slowakischen Denkmalschutzvorschriften geschützten Objekte im Stadtbezirk Okres Bratislava II, der die Stadtteile Podunajské Biskupice, Ružinov und Vrakuňa umfasst.

## Denkmäler
| Foto |                 | Denkmal / č. ÚZPF                               | Standort / Konskr. Nr.                                                                   | Offizielle Beschreibung                | Beschreibung | Metadaten                                                                     |
| ---- | --------------- | ----------------------------------------------- | ---------------------------------------------------------------------------------------- | -------------------------------------- | ------------ | ----------------------------------------------------------------------------- |
| ja   | Datei hochladen | Kapelle(sk) ObjektID: 102-690/0                 | Standort KG: Podunajské Biskupice Konskr.Nr.:                                            | r.k.sv.Jozefa;                         |              | č. NKP: 102-690/0 Stand des NKP: 2012-02-08 Name: KAPLNKA                     |
|      | Datei hochladen | Hochwasserdamm(sk) ObjektID: 102-11632/0        | (Úsek P.Biskupice) KG: Podunajské Biskupice Konskr.Nr.:                                  | úsek hrádze; Hornozitnoostrovná        |              | č. NKP: 102-11632/0 Stand des NKP: 2012-02-08 Name: HRÁDZA PROTIPOVODŇOVÁ     |
|      | Datei hochladen | Statuengruppe auf Säule(sk) ObjektID: 102-343/0 | Biskupická ul. (Za kostolom) KG: Podunajské Biskupice Konskr.Nr.:                        | sv.Trojica; súsosie najsv.Trojice      |              | č. NKP: 102-343/0 Stand des NKP: 2012-02-08 Name: SÚSOŠIE NA STĹPE            |
| ja   | Datei hochladen | Schloss(sk) ObjektID: 102-692/0                 | Lieskovská cesta 0 (Lesík Lieskovce) Standort KG: Podunajské Biskupice Konskr.Nr.: 10386 | Kastiel Lieskovec                      |              | č. NKP: 102-692/0 Stand des NKP: 2012-02-08 Name: KAŠTIEĽ                     |
| ja   | Datei hochladen | Landsitz(sk) ObjektID: 102-689/0                | Linzbothova ul. 16 KG: Podunajské Biskupice Konskr.Nr.:                                  | Kúria Juraja Alberta                   |              | č. NKP: 102-689/0 Stand des NKP: 2012-02-08 Name: KÚRIA                       |
| ja   | Datei hochladen | Verwaltungsgebäude(sk) ObjektID: 102-691/0      | Trojicné nám. 11 (Vetvárska ul.) Standort KG: Podunajské Biskupice Konskr.Nr.: 10206     | nározná Budova miestneho úradu         |              | č. NKP: 102-691/0 Stand des NKP: 2012-02-08 Name: BUDOVA ADMINISTRATÍVNA      |
| ja   | Datei hochladen | Kirche(sk) ObjektID: 102-342/0                  | Vetvárska ul. Standort KG: Podunajské Biskupice Konskr.Nr.:                              | r.k.sv.Mikulása;                       |              | č. NKP: 102-342/0 Stand des NKP: 2012-02-08 Name: KOSTOL                      |
|      | Datei hochladen | Hochwasserdamm(sk) ObjektID: 102-11631/0        | (Úsek Ruzinov) KG: Ruzinov Konskr.Nr.:                                                   | úsek hrádze; Hornozitnoostrovná        |              | č. NKP: 102-11631/0 Stand des NKP: 2012-02-08 Name: HRÁDZA PROTIPOVODŇOVÁ     |
| ja   | Datei hochladen | Schloss(sk) ObjektID: 102-10450/0               | Krásna ul. 22 (m.c.Prievoz,SZ cast parku) KG: Ruzinov Konskr.Nr.: 2339                   | solitér; Csákyho kastiel               |              | č. NKP: 102-10450/0 Stand des NKP: 2012-02-08 Name: KAŠTIEĽ                   |
| ja   | Datei hochladen | Feuerwehrhaus(sk) ObjektID: 102-10615/0         | Mierová ul. 89 KG: Ruzinov Konskr.Nr.: 2064                                              | solitér; poziarna zbrojnica            |              | č. NKP: 102-10615/0 Stand des NKP: 2012-02-08 Name: ZBROJNICA POŽIARNA        |
|      | Datei hochladen | Kesselhaus(sk) ObjektID: 102-10489/1            | Mlynské Nivy ul. 44 (areál SPP) KG: Nivy Konskr.Nr.: 4924,5501                           | plynárenské múzeum                     |              | č. NKP: 102-10489/1 Stand des NKP: 2012-02-08 Name: KOTOLŇA                   |
|      | Datei hochladen | Schornstein(sk) ObjektID: 102-10489/3           | Mlynské Nivy ul. 44 (areál SPP) KG: Nivy Konskr.Nr.: 4924                                | tehla; komín bratislavskej plynárne    |              | č. NKP: 102-10489/3 Stand des NKP: 2012-02-08 Name: KOMÍN                     |
| ja   | Datei hochladen | Fabriksanlage(sk) ObjektID: 102-11550/0         | Párickova ul. 18 (Svätoplukova ul.) KG: Nivy Konskr.Nr.: 1127                            | cvernová Uhorská cvernová továren      |              | č. NKP: 102-11550/0 Stand des NKP: 2012-02-08 Name: TOVÁREŇ                   |
|      | Datei hochladen | Hafenlager(sk) ObjektID: 102-828/0              | Pribinova ul. 24 KG: Nivy Konskr.Nr.:                                                    | solitér; Sklad brat.prístavu c.7       |              | č. NKP: 102-828/0 Stand des NKP: 2012-02-08 Name: SKLAD PRÍSTAVNÝ             |
|      | Datei hochladen | Relief(sk) ObjektID: 102-11565/2                | Radnicné nám. 7 (Prievoz-radnica,fasáda-Z) KG: Ruzinov Konskr.Nr.: 2496                  | orác; rolník s pluhom,konmi+kravami    |              | č. NKP: 102-11565/2 Stand des NKP: 2012-02-08 Name: RELIÉF FIGURÁLNY-VSA I.   |
|      | Datei hochladen | Relief(sk) ObjektID: 102-11565/3                | Radnicné nám. 7 (Prievoz-radnica,fasáda-J) KG: Ruzinov Konskr.Nr.: 2496                  | kosec; rolník s kosou a obilím v ruke  |              | č. NKP: 102-11565/3 Stand des NKP: 2012-02-08 Name: RELIÉF FIGURÁLNY-VSA II.  |
| ja   | Datei hochladen | Relief(sk) ObjektID: 102-11565/4                | Radnicné nám. 7 (Prievoz-radnica,fasáda-J) KG: Ruzinov Konskr.Nr.: 2496                  | kocis; kocis s lampásom a bicíkom      |              | č. NKP: 102-11565/4 Stand des NKP: 2012-02-08 Name: RELIÉF FIGURÁLNY-VSA III. |
|      | Datei hochladen | Relief(sk) ObjektID: 102-11565/5                | Radnicné nám. 7 (Prievoz-radnica,fasáda-J) KG: Ruzinov Konskr.Nr.: 2496                  | murár; murár s kelnou a trojuholníkom  |              | č. NKP: 102-11565/5 Stand des NKP: 2012-02-08 Name: RELIÉF FIGURÁLNY-VSA IV.  |
|      | Datei hochladen | Relief(sk) ObjektID: 102-11565/6                | Radnicné nám. 7 (Prievoz-radnica,fasáda-J) KG: Ruzinov Konskr.Nr.: 2496                  | kovác; kovác s kladivom a nákovou      |              | č. NKP: 102-11565/6 Stand des NKP: 2012-02-08 Name: RELIÉF FIGURÁLNY -VSA V.  |
| ja   | Datei hochladen | Fabrikanlage(sk) ObjektID: 102-11560/0          | Trnavská cesta (Mileticova,Jégého.Záhrad.) KG: Nivy Konskr.Nr.:                          | cvernová velká pradiaren,hlavná budova |              | č. NKP: 102-11560/0 Stand des NKP: 2012-02-08 Name: TOVÁREŇ                   |
| ja   | Datei hochladen | Unterkunft(sk) ObjektID: 102-11552/0            | Zimný prístav (pri juz,príst.bazéne) KG: Nivy Konskr.Nr.: 4919                           | solitér; Starý dom lodníkov            |              | č. NKP: 102-11552/0 Stand des NKP: 2012-02-08 Name: UBYTOVŇA                  |

## Legende
Die Tabelle enthält im Einzelnen folgende Informationen:
| Foto:                    | Fotografie des Denkmals. |
| Denkmal / č. ÚZPF:       | Die Übersetzung der Bezeichnung des Denkmals, wie sie vom Slowakischen Denkmalamt (Pamiatkový úrad Slovenskej republiky) verwendet wird. Die Originalbezeichnung ist unter dem Fragezeichen angegeben. Fehlt die Übersetzung, so wird die Originalbezeichnung direkt angezeigt. Weiters ist die Objekt-Identifikationsnummer (Objekt ID) angeführt. Sie ist die offizielle, in der Slowakei eindeutige Nummer č. ÚZPF inklusive der zugehörigen Zählnummer, wie sie in den Daten des Denkmalamtes angegeben wird. Da diese nur innerhalb eines Landkreises gezählt wird, ist dessen Nummer der Denkmalnummer vorangestellt. |
| Standort:                | Wenn in der Liste vorhanden, ist die Adresse angegeben. In Klammern kann sich noch eine zusätzliche Adresse befinden, wenn es beispielsweise ein Eckhaus ist. Bei freistehenden Objekten ohne Adresse (zum Beispiel bei Bildstöcken) ist eine Adresse angegeben, die in der Nähe des Objekts liegt. Durch Aufruf des Links Standort wird die Lage des Denkmals in verschiedenen Kartenprojekten angezeigt. Darunter sind die Katastralgemeinde (KG) und, wenn vorhanden, die Konskriptionsnummer (Konskr. Nr.) angegeben.                                                                                                   |
| Offizielle Beschreibung: | Es ist die Kurzbeschreibung auf Slowakisch, wie sie in den offiziellen Listen angegeben ist, eingetragen. |
| Beschreibung:            | Kurze Angaben zum Denkmal auf Deutsch. |
| Metadaten:               | Zusätzlich werden, wenn in den persönlichen Einstellungen das Helferlein Dauerhaftes Einblenden von Metadaten aktiviert ist, ebensolche angezeigt. |

- Karte mit allen Koordinaten:
- OSM |
- WikiMap